# Planispectrum
Planispectrum is een geslacht van Phasmatodea uit de familie Heteropterygidae. De wetenschappelijke naam van dit geslacht is voor het eerst geldig gepubliceerd in 1939 door Rehn & Rehn.

## Soorten
Het geslacht Planispectrum omvat de volgende soorten:
- Planispectrum bakiensis Zompro, 1998
- Planispectrum bengalensis (Redtenbacher, 1906)
- Planispectrum cochinchinensis (Redtenbacher, 1906)
- Planispectrum hainanensis (Chen & He, 2008)
- Planispectrum hongkongense Zompro, 2004
- Planispectrum javanense Zompro, 2004
- Planispectrum pusillus (Redtenbacher, 1906)